# ビシェーリエ
ビシェーリエ（イタリア語: Bisceglie) は、イタリア共和国プッリャ州バルレッタ＝アンドリア＝トラーニ県にある都市で、その周辺地域を含む人口約5万5000人の基礎自治体（コムーネ）。
農業と製造業の中心地であり、商業と観光業が盛んである。

## 名称
Bisceglie は [biʃˈʃeʎʎe] と発音される。
標準イタリア語以外の言語では以下の名称を持つ。
- ビシェーリエ方言 (it) : Vescégghie [5]

## 地理

### 位置・広がり
バルレッタ＝アンドリア＝トラーニ県北東部のコムーネで、アドリア海に面する。県都の一つであるアンドリアの東約17km、州都バーリの西北西約34km、フォッジャの東南東約84kmに位置する。

#### 隣接コムーネ
隣接するコムーネは以下の通り。BAはバーリ県所属。
- モルフェッタ (BA) - 南東
- テルリッツィ (BA) - 南
- ルーヴォ・ディ・プーリア (BA) - 南
- コラート (BA) - 南西
- トラーニ - 北西

## 歴史
2004年にバルレッタ＝アンドリア＝トラーニ県が設置されると（自治体としての発足は2009年）、バーリ県から移された。

## 姉妹都市
- サン・パンクラーツィオ・サレンティーノ、イタリア
- Fuheis (en) 、ヨルダン
- ハーンユーニス、パレスチナ
- タルトゥース、シリア
- カルヴァリア・ゼブジドフスカ、ポーランド